# MLB 12: The Show
Az MLB 12: The Show baseball-videójáték, melyet a SCE San Diego Studio fejlesztett és a Sony Computer Entertainment jelentetett meg. A játék 2012. március 6-án jelent meg PlayStation 3 és PlayStation Vita platformokra. Ez az epizód volt a sorozat első olyan játéka, mely teljesen kompatibilis a PlayStation Move-val.
Adrián González, a Boston Red Sox egyesvédője kapta meg a borítón való szereplés jogát, miután a 2011-es szezonban .338-as ütőátlag mellett 27 hazafutást és 117 befutott futást ütött be. González a harmadik Red Sox-játékos, aki szerepelhetett a sorozat játékainak borítóján; az első David Ortiz volt az MLB 06: The Show, míg a második Dustin Pedroia volt az MLB 09: The Show című epizódnál.
2012. január 23-án bejelentették, hogy a kanadai kiadás eltérő borítóval fog megjelenni, ahol José Bautista, a Toronto Blue Jays jobbkülsője/hármasvédője szerepelt a borítón. Bautista .302-es átlag mellett 43 hazafutást és 103 befutott futást ütött be a 2011-es szezonban.
Ez az epizód volt a sorozat első játéka, mely nem jelent meg PlayStation 2 vagy PlayStation Portable platformokra, azonban egyben ez volt az első rész, mely PlayStation Vita kézikonzolra is megjelent.
| Összegzőoldal | Értékelés                     |
| ------------- | ----------------------------- |
| GameRankings  | 87% (PS3) 77% (PS Vita)       |
| Metacritic    | 87/100 (PS3) 76/100 (PS-Vita) |

| Szerző         | Értékelés       |
| -------------- | --------------- |
| G4             | (PS3)           |
| GameRevolution | (PS3)           |
| GameSpot       | (PS3) (PS Vita) |
| IGN            | (PS3) (PS Vita) |
| New York Post  | A-              |